# Marinbrod
Marinbrod es una localidad de Croacia en el ejido de la ciudad de Glina, condado de Sisak-Moslavina.

## Geografía
Se encuentra a una altitud de 105 m s. n. m. a 69 km de la capital nacional, Zagreb.

## Demografía
En el censo 2011, el total de población de la localidad fue de 93 habitantes.
| Gráfica de población de Marinbrod 1857-2011                         |
|                                                                     |
| Según los censos de población de la oficina estadística de Croacia. |